# 셀추크 이난
셀추크 이난(튀르키예어: Selçuk İnan, 1985년 2월 10일 ~ )은 미드필더로 활약한 튀르키예의 은퇴한 축구 선수이다.

## 수상
트라브존스포르
- 튀르키예 쿠파스 (1): 2009–10
- 튀르키예 쉬페르 쿠파 (1): 2010

갈라타사라이
- 쉬페르리그 (3): 2011–12, 2012–13, 2014–15
- 튀르키예 쿠파스 (3): 2013–14, 2014–15, 2015–16
- 튀르키예 쉬페르 쿠파 (3): 2012, 2013, 2015

### 개인
- 쉬페르리그 도움왕 2011–12 (16 Assists)[1]
- 쉬페르리그 올해의 미드필더 2011–12[2]
- 쉬페르리그 올해의 선수 2011–12, by UEFA[3]